# 少年夢
《少年夢》 是台灣歌手許富凱個人第五張錄音室專輯，於2015年9月17日正式發行，一共收錄十首歌曲。

許富凱在民視「明日之星Super Star」脫穎而出，連闖二十關拿下百萬獎金後，連續3年入圍金曲台語歌王，而今年更在人生首場「青春少年夢」大型售票演唱會之前，在生日當天推出全新專輯「少年夢」 民視八點檔嫁妝片頭曲-『寫故事的人』
第二主打歌曲-『鴨霸情歌』。

## 曲目
CD
| 曲序     | 曲目           |          | 作曲          | 编曲     | 时长  |
| -------- | -------------- | -------- | ------------- | -------- | ----- |
| 1.       | 鴨霸情歌       | 許明傑   | 邵大倫        | Sebas    | 4:39  |
| 2.       | 寫故事的人     | 高以德   | 張祐奇        | 高立碩   | 4:41  |
| 3.       | 棉照被         | 鄭喬安   | 鄭喬安        | Sebas    | 4:22  |
| 4.       | 少年夢         | 許富凱   | 黃俊銘&許富凱 | 高立碩   | 4:06  |
| 5.       | 天地一聲笑     | 林東松   | 林東松        | 高立碩   | 5:06  |
| 6.       | 醒             | 林東松   | 林東松        | 丁天牧   | 4:51  |
| 7.       | 安靜           | 林東松   | 林東松        | 鄧易萬   | 4:28  |
| 8.       | 今夜思念飛滿天 | 林東松   | 林東松        | 鄧易萬   | 4:32  |
| 9.       | 借問相思       | 許明傑   | 黃俊銘        | 鄧易萬   | 3:35  |
| 10.      | 三月望露       | 高以德   | 高以德        | 陳飛午   | 4:49  |
| 总时长： | 总时长：       | 总时长： | 总时长：      | 总时长： | 45:15 |

DVD
1. 鴨霸情歌 MV
2. 寫故事的人MV
3. 少年夢MV
4. 棉照被MV
5. 天地一聲笑MV
6. 鴨霸情歌 kala
7. 寫故事的人 kala
8. 少年夢kala
9. 棉照被kala
10. 天地一聲笑kala

## 新聞
- 台語小天王許富凱首次個唱「青春少年夢」啟航 飆舞扭臀 （页面存档备份，存于）
- 曹西平嫌醜八怪 許富凱就是愛 （页面存档备份，存于）
- 許富凱英文爛爆 曹雅雯也嘆氣 （页面存档备份，存于）